# Angel Barlocco
Angel Barlocco – piłkarz urugwajski, napastnik.
Jako piłkarz klubu Club Nacional de Football wziął udział w turnieju Copa América 1924, gdzie Urugwaj zdobył mistrzostwo Ameryki Południowej. Barlocco zagrał w ostatnim meczu z Argentyną.